# Rybník (dopływ Mošovskiego potoku)
Rybník – potok na Slowacji będący prawym dopływem Mošovskiego potoku. Wypływa u południowo-zachodnich podnóży Wielkiej Fatry, w osadzie Rybníky u wylotu dolinki Pod Rakytovom. Ma długość 2,5 km. Spływa krętym korytem w kierunku zachodnim przez Kotlinę Turczańską i po południowo-wschodniej stronie zabudowań wsi Mošovce uchodzi do Mošovskiego potoku na wysokości około 490 m n.p.m..